# جيمس إم. بوكانان
جيمس إم. بوكانان (بالإنجليزية: James M. Buchanan)‏ هو دبلوماسي وقاضي ومحامي أمريكي، ولد في مايو 1803 في بيكسفيل في الولايات المتحدة، وتوفي في 23 أغسطس 1876 في Berkeley, West Virginia ‏ في الولايات المتحدة.